# Filtr węglowy
Filtr węglowy – rodzaj filtra akwarystycznego, w którym wkład filtracyjny stanowi węgiel aktywny.
Rzadko stosowany jako samodzielny filtr pracujący podobnie do filtrów mechanicznych czy biologicznych w ruchu ciągłym i z tego powodu nie występuje w ofercie handlowej jako odrębny typ filtra. Jego funkcje realizuje się przez:
- dodanie wkładu z węgla aktywnego do innych filtrów zainstalowanych w akwarium, najczęściej zewnętrznego filtra biologicznego,
- dodanie wkładu węglowego do komory filtra wewnętrznego,
- w razie potrzeby intensywnej filtracji przez całkowitą zamianę wkładu mechanicznego na węglowy w wydajnym filtrze wewnętrznym lub głowicy wodnej.
- zawieszenia u wylotu filtra lub głowicy wodnej przepuszczalnego woreczka z węglem aktywnym.

## Zastosowanie
Ze względu na właściwości adsorpcyjne węgla aktywnego filtr węglowy stosuje się do:
- usuwania z wody substancji chemicznych powstałych w wyniku naturalnych procesów zachodzących w akwarium,
- usuwania z akwarium środków chemicznych wprowadzonych w ramach zabiegów pielęgnacyjnych,
- oczyszczania i utrzymania wysokiej czystości chemicznej wody stosowanej w akwariach tarliskowych i akwariach z narybkiem,
- usuwania z wody barwników powstałych lub kumulujących się w akwarium w wyniku zachodzących w nim procesów naturalnych.

Te same właściwości adsorpcyjne węgla aktywnego powodują usunięcie z akwarium substancji w nim pożądanych np. nawozów i odżywek dla roślin i z tego powodu należy ostrożnie stosować ten typ filtracji lub całkowicie go zaniechać w przypadku zabiegów pielęgnacyjnych wymagających wprowadzania środków chemicznych do wody. W przypadku stosowania go jako dodatku do innych filtrów bardzo ważna jest kolejność jego umieszczenia na drodze strumienia wody w stosunku do innych wkładów filtracyjnych, szczególnie tych wzbogacających wodę w substancje chemiczne (np. torf).
Skuteczność wkładu węglowego w trakcie używania systematycznie spada i zazwyczaj po jednym miesiącu całkowicie zanika. Wkład węglowy nie podlega regeneracji.